# Svetla Dimitrovová
Svetla Dimitrovová, bulharsky Светла Димитрова (* 27. ledna 1970 Burgas) je bývalá bulharská atletka, sprinterka a vícebojařka, jejíž specializací byly krátké překážkové běhy.

## Sportovní kariéra
Její nejúspěšnější disciplínou byl běh na 100 metrů překážek. Dvakrát se v ní stala mistryní Evropy (v letech 1994 a 1998). Úspěšná byla i na světových šampionátech – druhá skončila na mistrovství světa v roce 1997, o dva roky později doběhla na 100 metrů překážek ve finále mistrovství světa pátá a v roce 2001 čtvrtá. Její osobní rekord 12,53 pochází z roku 1994.